# مانده‌ام که آیا (کوچ)
«مانده‌ام که آیا (کوچ)» (انگلیسی: I Wonder (Departure)) ترانه‌ای از ابرگروه سوئدی موسیقی پاپ آبا است که در سال ۱۹۷۷ منتشر شد.
موضوع این ترانه در مورد این پرسش مهم است که آیا برای رسیدن به آرمانی بزرگ‌تر، فرد می‌تواند هر آنچه را که دارد رها کرده و پشت سر بگذارد؟ کتاب «آبا: بگذار موسیقی سخن بگوید» استدلال می‌کند که این ترانه، بازگوکنندهٔ داستانِ زندگیِ خودِ آنی-فرید لینگستاد است، با توجه به «تصمیم مهمی که او در اوایل ۲۰ سالگی خود گرفت تا خانوادهٔ نوپای خود را برای ستاره شدن در دنیای خوانندگی ترک کند.»
خواننده اصلی این آهنگ آنی-فرید لینگستاد است. شیکاگو تریبون اشاره می‌کند که آنی-فرید این جمله را با لکنت می‌گوید: «مانده‌ام که آیا … این مرا می‌ترساند». این ترانه که روی دومِ ترانۀ «هدف اساسی» بود، برای سازهای زهی تنظیم شده‌است که البته با چنگ، فرنچ هورن و ابوا همراهی می‌شود.